# Le Retour des frères Dalton
Le Retour des frères Dalton est la quatorzième histoire de la série Lucky Luke par Morris. Elle est publiée pour la première fois en 1952 du no 755 au no 764 du journal Spirou. Puis est publiée dans l'album Hors-la-loi en 1954.

## Univers

### Synopsis
Lucky Luke arrive dans une petite ville d'Arizona qui fête avec entrain l'élection du shérif, un nommé Bill Boney. Ce dernier, surnommé la « terreur de l'Arizona », a la réputation d'avoir débarrassé des États entiers d'innombrables hors-la-loi. 
Lucky Luke retrouve un de ses amis, Smiley, lequel l'invite aussitôt au saloon. Là, le héros découvre, consterné, que le « fameux » Bill Boney n'est autre que l'ancien shérif de Desperado City, que le cow-boy a bien connu (voir Lucky Luke à Desperado-City), et qui, par le passé, a fait preuve de lâcheté et d'incompétence. 
Cependant, et sans la moindre pudeur, Bill Boney raconte à ses concitoyens une histoire abracadabrante expliquant comment il a capturé les frères Dalton... Lucky Luke s'associe alors à Smiley et ses deux amis — « Mouche-à-bière » et « Microbe » — afin de donner une bonne leçon au shérif mythomane.
C'est ainsi qu'avec des nez postiches, de fausses moustaches et des foulards, les quatre complices se déguisent en « frères Dalton » et vont à la rencontre de Bill Boney. Lorsque ce dernier les aperçoit, il est terrorisé et incapable de réagir. Les faux Dalton l'emmènent alors hors du saloon, soi-disant pour le pendre. Après la réaction peu  glorieuse de Bill Boney, les villageois réalisent enfin que ce dernier n'est qu'un imposteur. Lorsque les faux Dalton se démasquent, les citoyens sont soulagés, mais Bill Boney ayant définitivement trahi leur confiance, ils ne veulent plus de lui comme shérif : ils élisent alors Smiley, l'ami de Lucky Luke, nouveau shérif de la ville.

### Personnages
- Lucky Luke
- Bill Boney, shérif de la ville, connu pour sa lâcheté
- Smiley, ami de Lucky Luke
- « Mouche-à-bière », ami de Smiley
- « Microbe », ami de Smiley

## Publication

### Revues
L'histoire est parue dans le journal Spirou, du no 755 (2 octobre 1952) au no 764 (4 Decembre 1952).